# Årstads landsfiskalsdistrikt
Årstads landsfiskalsdistrikt var 1918–1964 ett landsfiskalsdistrikt i Hallands län, bildat när Sveriges indelning i landsfiskalsdistrikt trädde i kraft den 1 januari 1918, enligt beslut den 7 september 1917. Den 1 januari 1965 avskaffades i Sverige samtliga landsfiskaler och landsfiskalsdistrikt, och deras arbetsuppgifter delades upp på de nyskapade indelningarna polisdistrikt, åklagardistrikt och kronofogdedistrikt.
Landsfiskalsdistriktet låg under länsstyrelsen i Hallands län.

## Ingående områden
När Sveriges nya indelning i landsfiskalsdistrikt trädde i kraft den 1 oktober 1941 (enligt kungörelsen den 28 juni 1941) tillfördes kommunerna Gunnarp och Gällared från det upplösta Ullareds landsfiskalsdistrikt. När Sveriges nya indelning i landsfiskalsdistrikt trädde i kraft den 1 januari 1952 (enligt kungörelsen 1 juni 1951) ändrades distriktets indelning dels genom kommunreformen 1952, dels genom överförande av områden till och från närliggande distrikt.

### Från 1918
Årstads härad:
- Abilds landskommun
- Asige landskommun
- Askome landskommun
- Drängsereds landskommun
- Eftra landskommun
- Krogsereds landskommun
- Skrea landskommun
- Slöinge landskommun
- Vessige landskommun
- Årstads landskommun

### Från 1 oktober 1941
Faurås härad:
- Gunnarps landskommun
- Gällareds landskommun

Årstads härad:
- Abilds landskommun
- Asige landskommun
- Askome landskommun
- Drängsereds landskommun
- Eftra landskommun
- Krogsereds landskommun
- Skrea landskommun
- Slöinge landskommun
- Vessige landskommun
- Årstads landskommun

### Från 1 januari 1952
- Morups landskommun
- Vessigebro landskommun
- Vinbergs landskommun
- Årstads landskommun